# Més Ciutat
Més Ciutat va ser una publicació de periodicitat mensual en llengua catalana, que s'editava a Barcelona. Va substituir l'antic Ciutat Nord, un periòdic local nascut a Nou Barris de la mà del periodista Tito Ros, des del mes de juliol de 2005 fins al moment del seu tancament, el gener de 2007.
El Més Ciutat comptava amb tres edicions: Sant Martí-Ciutat Vella, Sant Andreu i Nou Barris-Horta-Guinardó. L'empresa que l'editava, el Grup 100, havia mostrat interès a estendre el periòdic a altres districtes, i va arribar a programar una edició a Sants-Montjuïc, tot i que al final no va veure la llum.
Cada periòdic s'estructurava en les següents seccions: política i societat del districte corresponent, Barcelona, Àrea Metropolitana i Cultura i Espectacles. Les edicions de Sant Martí-Ciutat Vella i Nou Barris-Horta-Guinardó comptaven amb un suplement, Més Esport, que també partia d'una publicació anterior, Esports Nord, que es distribuïa com a suplement del Ciutat Nord.
El Més Ciutat, com el seu predecessor, es repartia gratuïtament en equipaments municipals i diversos comerços dels districtes barcelonins on tenia edició.
El mes de gener de 2007 va aparèixer el número 17, l'últim que es va publicar. L'empresa editora va al·legar que la publicació del periòdic se suspenia amb la mirada posada a reprendre el projecte en el futur.